# Манякин, Александр Михайлович

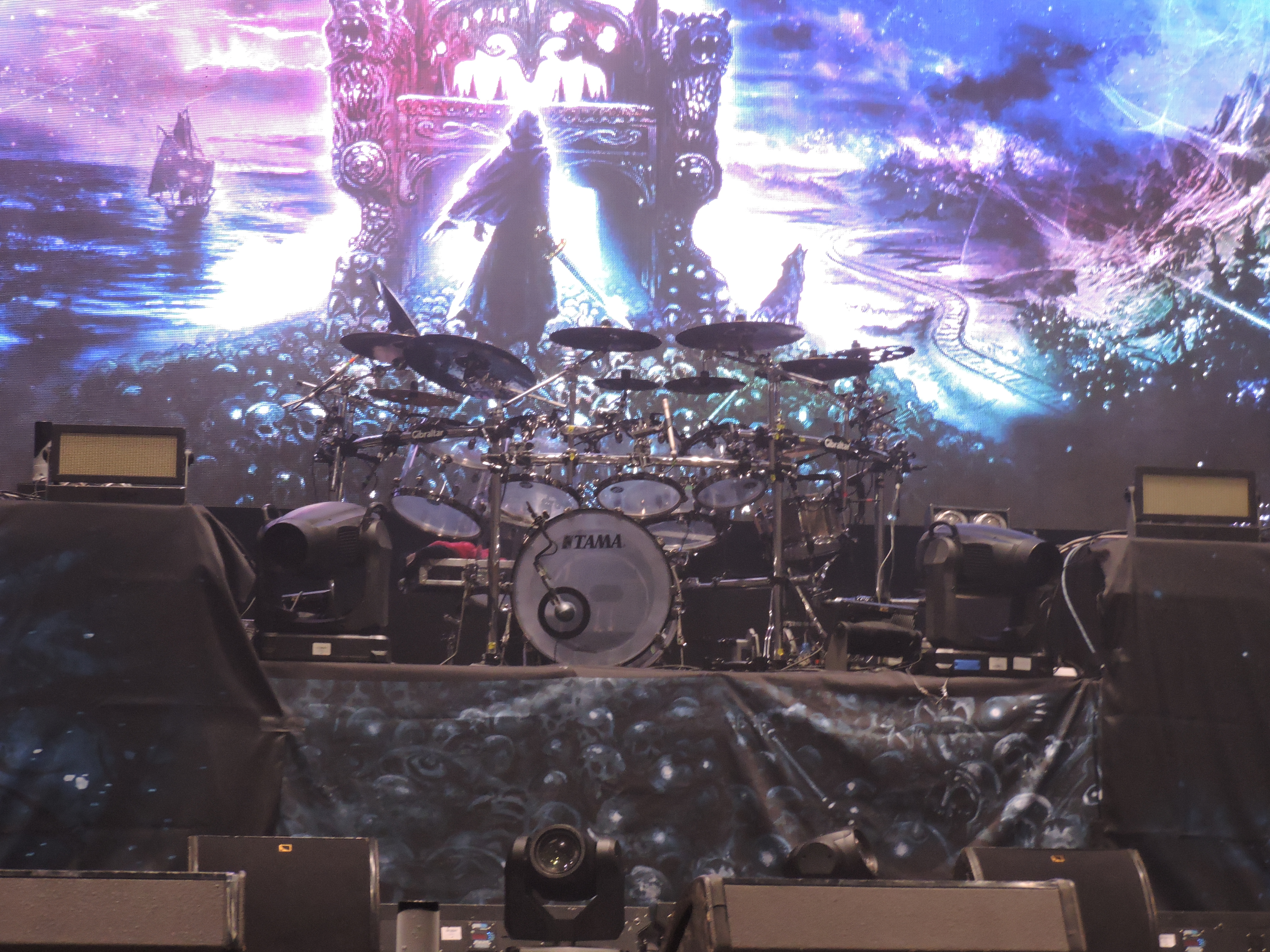
Александр Манякин уже много лет играет на установке Tama

Алекса́ндр Миха́йлович Маня́кин (14 марта 1966, Александров) — советский и российский рок-музыкант, композитор, барабанщик рок-групп «Ария» (1988—2002) и «Кипелов» (с 2002).

## Биография
Александр Манякин родился 14 марта 1966 года в городе Александрове Владимирской области. Обучался в средней школе № 114[уточнить] им. Героя Советского Союза А. Перфильева. Желание заниматься музыкой возникло у него лет в шесть, когда он услышал песни группы «Весёлые ребята». В школе увлечение заметил учитель пения, по его предложению в третьем классе Александр стал барабанщиком. Начав осваивать барабаны, вскоре Манякин стал играть в школьном ансамбле, на танцах, а потом — в ансамбле Дворца культуры города Александрова «Лучшие годы». Став известным музыкантом, Манякин продолжает приезжать каждый год на встречу выпускников к учителю пения, давшему ему путёвку в музыкальную жизнь.
В 1980 году, окончив школу, перешёл в коллектив «Проект», возглавляемый Валерием Шишаковым (позже работавшем звукорежиссёром в группах «Ария» и «Кипелов»). «Проект», репертуар которого, в основном, состоял из танцевальной музыки и каверов на песни «Аракса», «Карнавала» и «Круиза», играл на городских дискотеках и иногда выезжал на концерты в столицу. В этот же период Манякин отучился два года во Владимирском культпросветучилище. Одновременно с работой музыкантом в Александрове, три года занимался сапожным делом на городском рынке ради записи в трудовой книжке.
В июне 1987 года Манякин узнал от знакомых музыкантов А. Добрынина («Весёлые ребята») и Н. Сафонова («Рондо») о вакансиях в московской группе «Кинематограф» и перешёл в этот коллектив вместе с некоторыми другими музыкантами «Проекта». Здесь он играл чуть больше года и покинул группу вместе с Валерием Шишаковым.
Осенью 1988 году давний друг Манякина Сергей Степанов, работавший звуковым техником в «Арии», сообщил ему, что группа ищет нового ударника. Манякин прошёл прослушивание и начал работать над подготовкой альбома «Игра с огнём». Позже выяснилось, что сначала «Ария» параллельно продолжала репетиции с прежним барабанщиком Максимом Удаловым; однако при содействии В. Кипелова и С. Маврина Манякин вскоре стал полноправным членом коллектива. В «Арии» играл 14 лет, приняв участие в записи всех альбомов с 1989 по 2001 годы, а также в проекте В. Дубинина и В. Холстинина «АвАрия». Любимым альбомом за этот период называет альбом «Генератор зла».
В 2002 году Манякин поддержал решение Валерия Кипелова об уходе из «Арии» и стал ударником в новом коллективе «Кипелов». Несмотря на разрыв, в интервью регулярно поздравляет оставшихся участников Арии с юбилеями: 30-летним и 35-летним, а также принял участие как гость в записи второй части концертного альбома Арии «30 лет! Юбилейный концерт» (издан в 2016). В феврале 2023 года сыграл с «Арией» на частном выступлении.
Принял участие в записи всех релизов группы «Кипелов», кроме мини-альбома «Часы Судного дня» (2021), при записи альбома «Звёзды и кресты» в соавторстве с Валерием Кипеловым и Андреем Головановым написал музыку к песне «Выше».
В ноябре 2020 года перенёс операцию на коленном суставе, из-за чего был временно заменён в концертном составе группы Александром Карпухиным. Но уже в марте 2021 года снова вернулся в строй. Мини-альбом «Часы Судного дня» (2021) был записан без его участия, но Манякин вместе с Головановым выступил сокомпозитором песни «Лунный ковчег».
В 2024 году группа «Кипелов» выпустила мини-альбом «Весы судьбы», записанный при участии Манякина. В песне «Ночь в душе твоей» Александр вновь выступил сокомпозитором вместе с Андреем Головановым.

## Личная жизнь
Александр Манякин женат. В 2011 году у него родилась дочь. Имеет старшего брата Николая (1956 г.р.).
Болельщик московского Спартака, как и его постоянный коллега Валерий Кипелов. Любимой группой называет группу Rush. В группе является самым скромным и непубличным по натуре.

## Дискография
Ария
Принял участие в записи всех релизов группы с 1989 по 2002 годы:
- 1989 — Игра с огнём
- 1991 — Кровь за кровь
- 1995 — Ночь короче дня
- 1996 — Сделано в России
- 1998 — Генератор зла
- 1999 — Потерянный Рай
- 1999 — 2000 и одна ночь
- 2001 — Химера
- 2002 — Штиль
- 2003 — В поисках новой жертвы (издан уже после ухода Манякина)
- 2016 — 30 лет! Юбилейный концерт (Часть 2, гостевое участие)

Кипелов
Принял участие в записи всех релизов группы с момента её основания, за исключением мини-альбома «Часы Судного дня» (2021), в т. ч в трёх студийных альбомах:
- 2005 — Реки времён
- 2011 — Жить вопреки
- 2017 — Звёзды и кресты

Дубинин/Холстинин
- 1997 — АвАрия

## Награды и премии
- Премия Министерства обороны Российской Федерации в области культуры и искусства за 2023 год — за проект "Культбригада «С песней к Победе!»[12]